# GPS (együttes)
A GPS 2006-ban alakult meg, tagjai az Asiából kivált John Payne énekes-basszusgitáros, Guthrie Govan gitáros és Jay Schellen dobos, valamint a Spock's Beard billentyűse, Ryo Okumoto. Előbbi három tag azért vált ki az Asiából, mert annak alapító tagja, a billentyűs Geoffrey Downes az együttes fennállásának 25. évfordulójára, 2007-re szeretett volna az eredeti felállásban játszani (John Wetton ének-basszusgitár, Steve Howe gitár, Carl Palmer dob).
Műfajuk progresszív rock, de elődjüknél jobban visszanyúlnak a rock gyökereihez.

## Lemezeik
Window to the Soul (2006)